# LoanDepot Park
Il LoanDepot Park, stilizzato in loanDepot park, è un impianto sportivo situato a Miami, in Florida.
Ospita gli incontri casalinghi dei Miami Marlins, squadra che milita nella Major League Baseball (MLB).

## Storia
Noto come Marlins Park fino al 2020, è stato progettato per sostituire l'Hard Rock Stadium (precedente casa della squadra dal 1993 al 2011, oggi utilizzato solamente dai Miami Dolphins della National Football League e dai Miami Hurricanes della NCAA) e i lavori di costruzione sono iniziati il 1º luglio del 2009. La prima partita è stata giocata il 5 marzo 2012 tra due squadre liceali (la Christopher Columbus High School e la Belen Jesuit Preparatory School) mentre l'inaugurazione ufficiale è avvenuta il 4 aprile 2012 quando i Marlins giocarono la prima partita della stagione (opening day) contro i St. Louis Cardinals perdendo con il punteggio di 4 a 1; in quell'occasione il pugile Muhammad Ali effettuò il consueto primo lancio all'inizio della partita.
Ubicato nel quartiere di Little Havana, sul sito dove sorgeva il vecchio Miami Orange Bowl (demolito nel 2008), è il primo stadio della MLB ad essere costruito seguendo uno stile architettonico contemporaneo e tutte le infrastrutture che lo compongono (parcheggi, ristoranti, piazze e marciapiedi) seguono le tematiche nonché i colori vivaci della città di Miami. 
È uno dei sei stadi della MLB dotato di un tetto retrattile e nel 2012 ha vinto il premio di impianto più ecosostenibile della lega assegnato dal LEED. 
L'11 luglio 2017 vi si è giocato l'88° MLB All-Star Game, prima volta in assoluto per la città di Miami ad ospitare l'evento
Il 21 e 22 gennaio 2017 il campo da gioco è stato modificato creando un piccolo circuito per automobili in occasione della Race Of Champions.

## Caratteristiche e segni distintivi

### Tetto retrattile
Il Marlins Park è uno dei sei stadi della lega (gli altri sono il Minute Maid Park, il Safeco Field, il Rogers Centre, il Miller Park e il Chase Field) ad essere dotato di un tetto mobile che può rimanere aperto o chiuso durante le partite. Visto il clima caldo e umido della città, per la maggior parte del campionato rimane chiuso e solamente ad inizio stagione, nel mese di aprile quando il clima non è ancora così rilevante, si giocano partite con il tetto aperto; per mantenere una temperatura interna favorevole ai giocatori e agli spettatori, con il tetto chiuso, viene attivato un sistema di aria condizionata a 24 °C.
La struttura è composta anche da pannelli mobili in vetro posizionati sul lato est che, con una larghezza complessiva di 73 metri e un'altezza di 18, permettono un'ottima visuale della skyline di Miami e quando sono aperti lasciano entrare una leggera brezza.
Il peso complessivo della copertura è di circa 8.300 tonnellate ed è stata rivestita con una pellicola bianca in modo da non assorbire e trattenere il calore al suo interno. Il tempo di apertura e chiusura è circa 14 minuti mentre quello delle vetrate è di circa 8 minuti.

## Galleria d'immagini

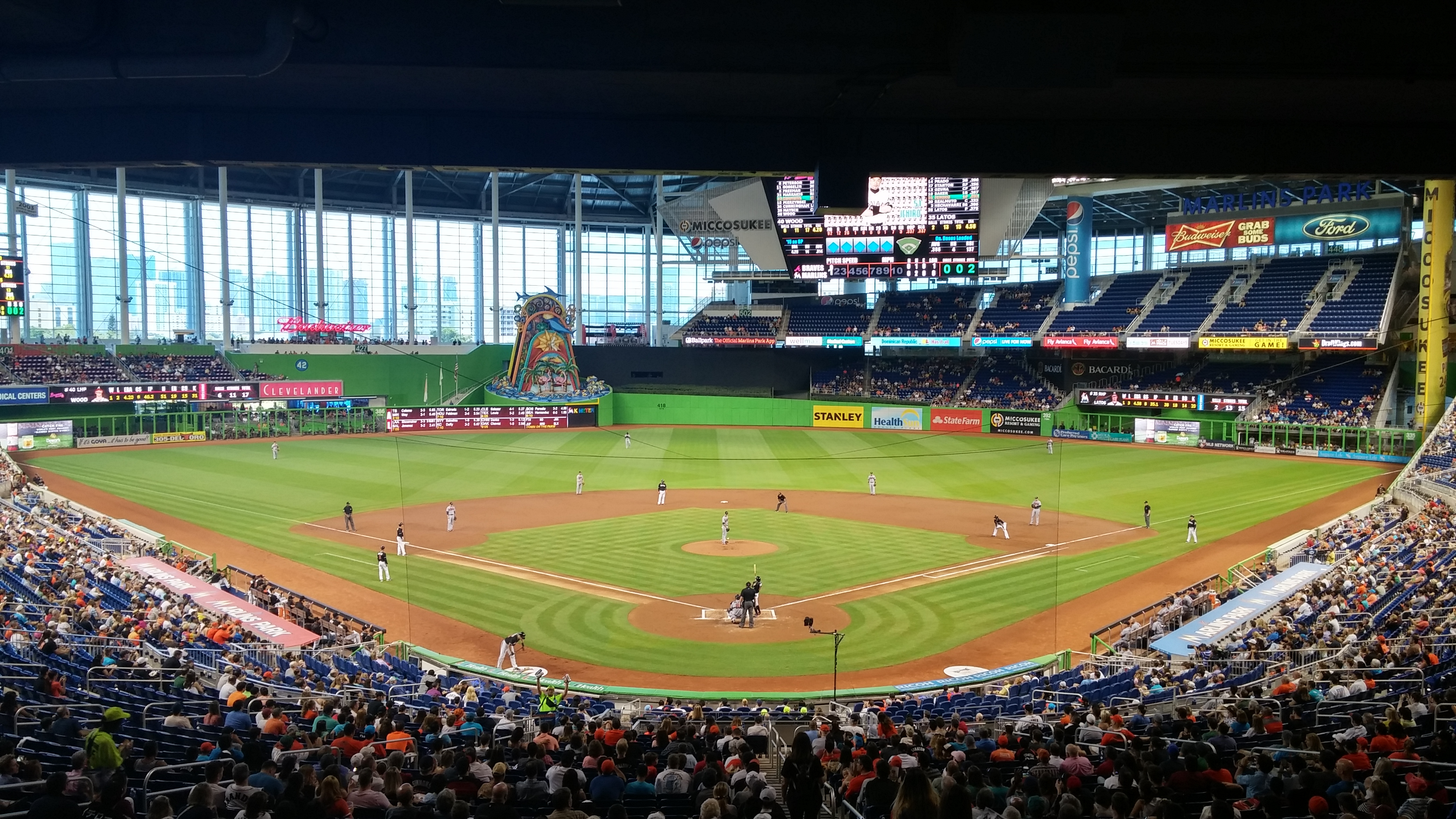
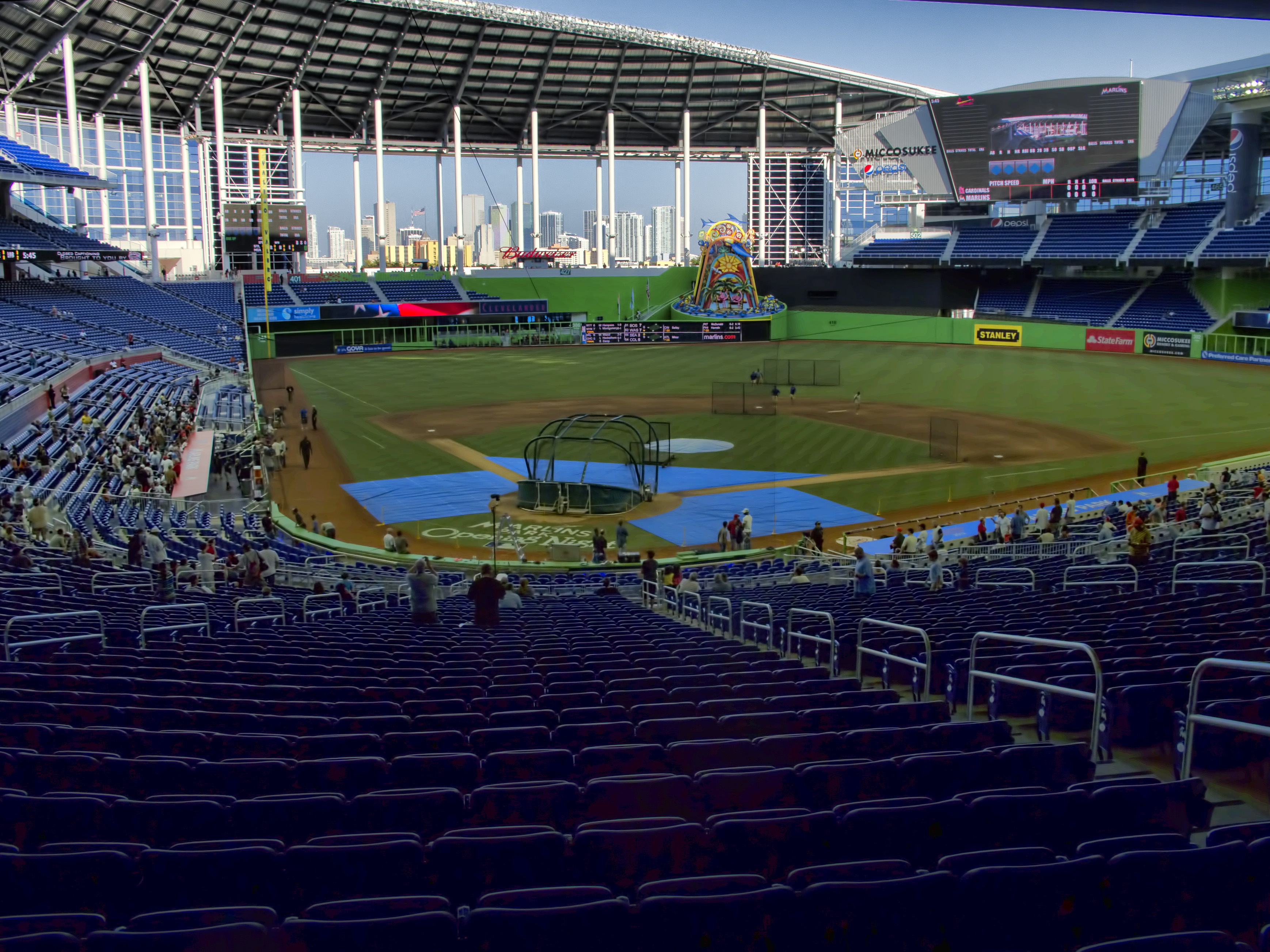
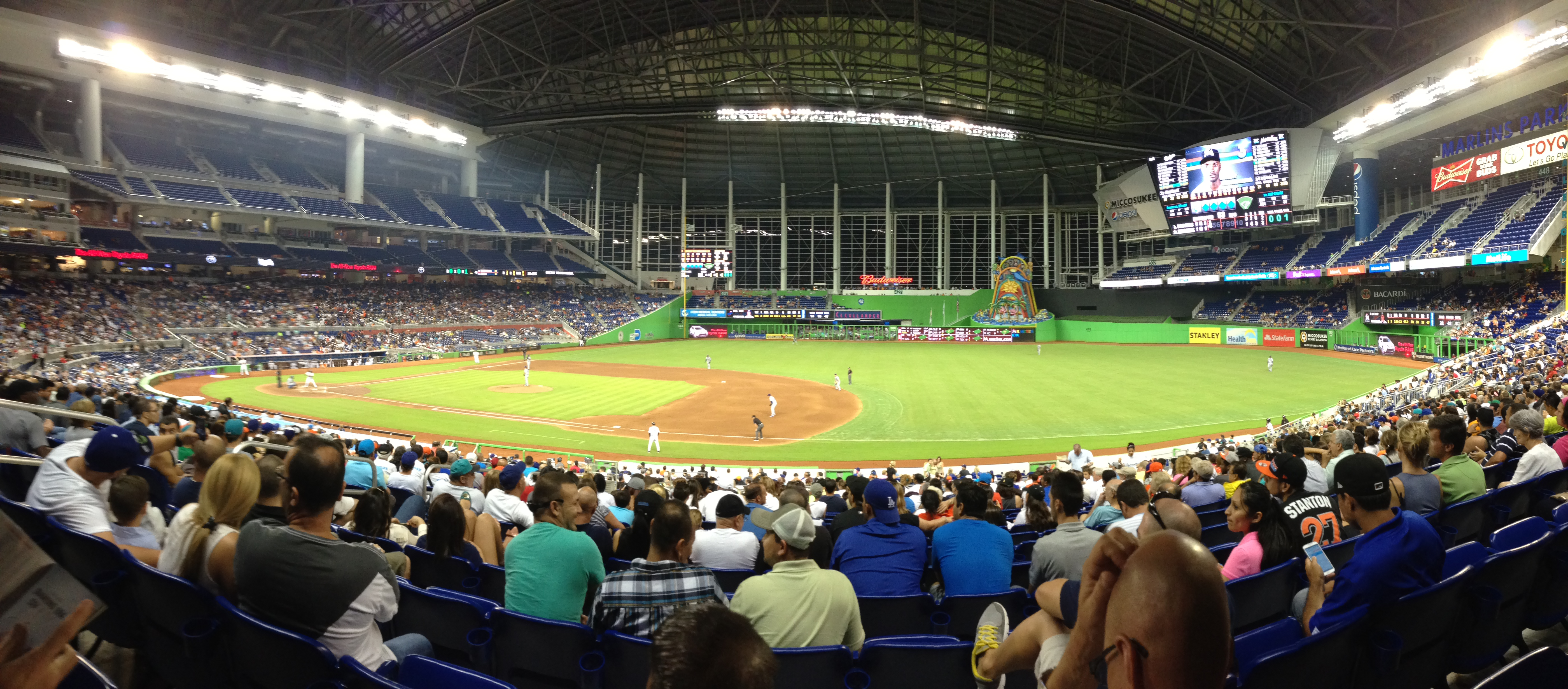
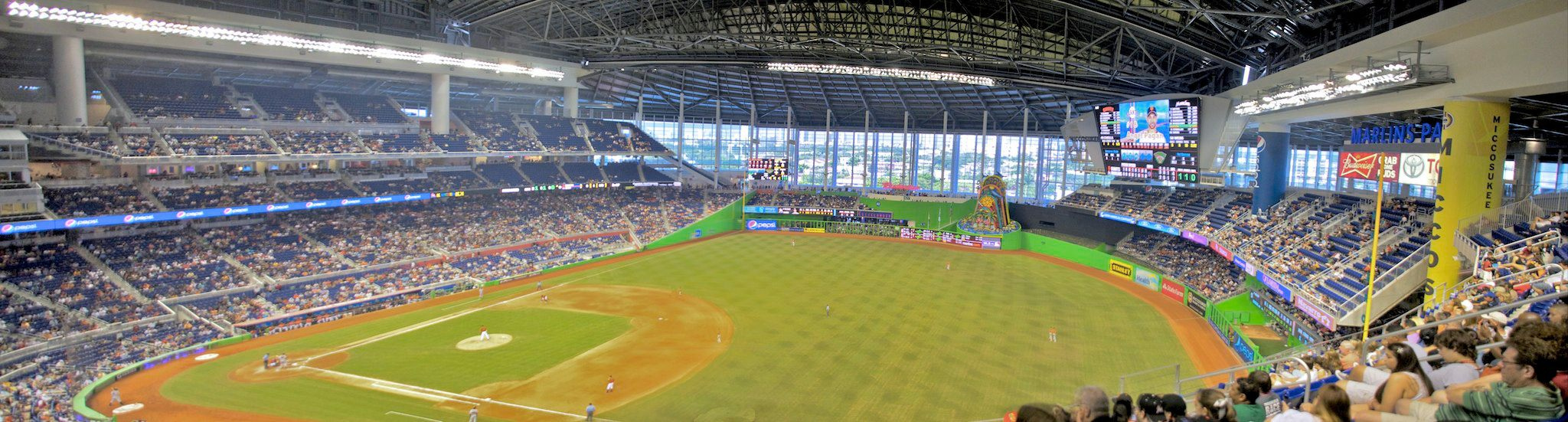
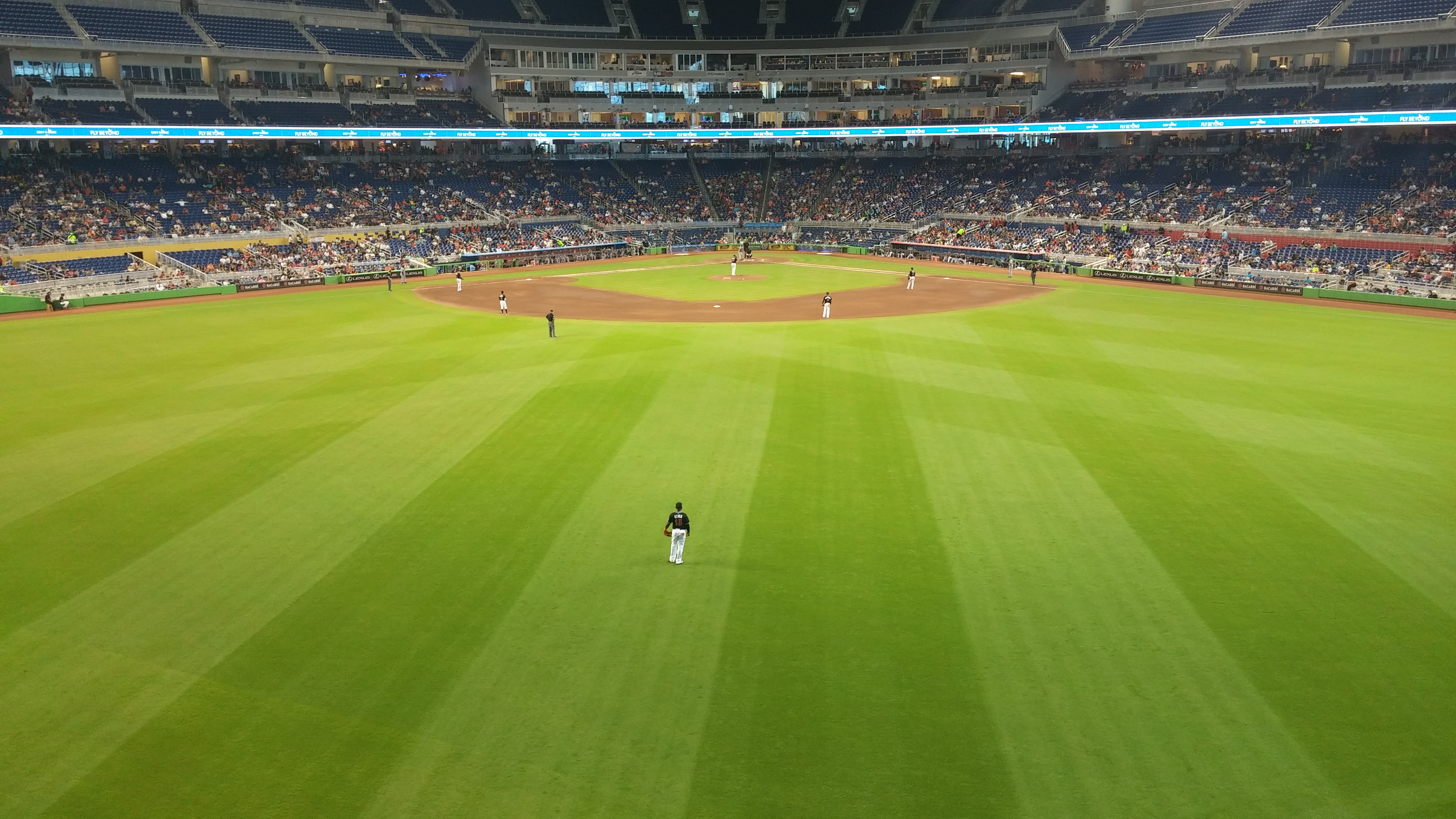
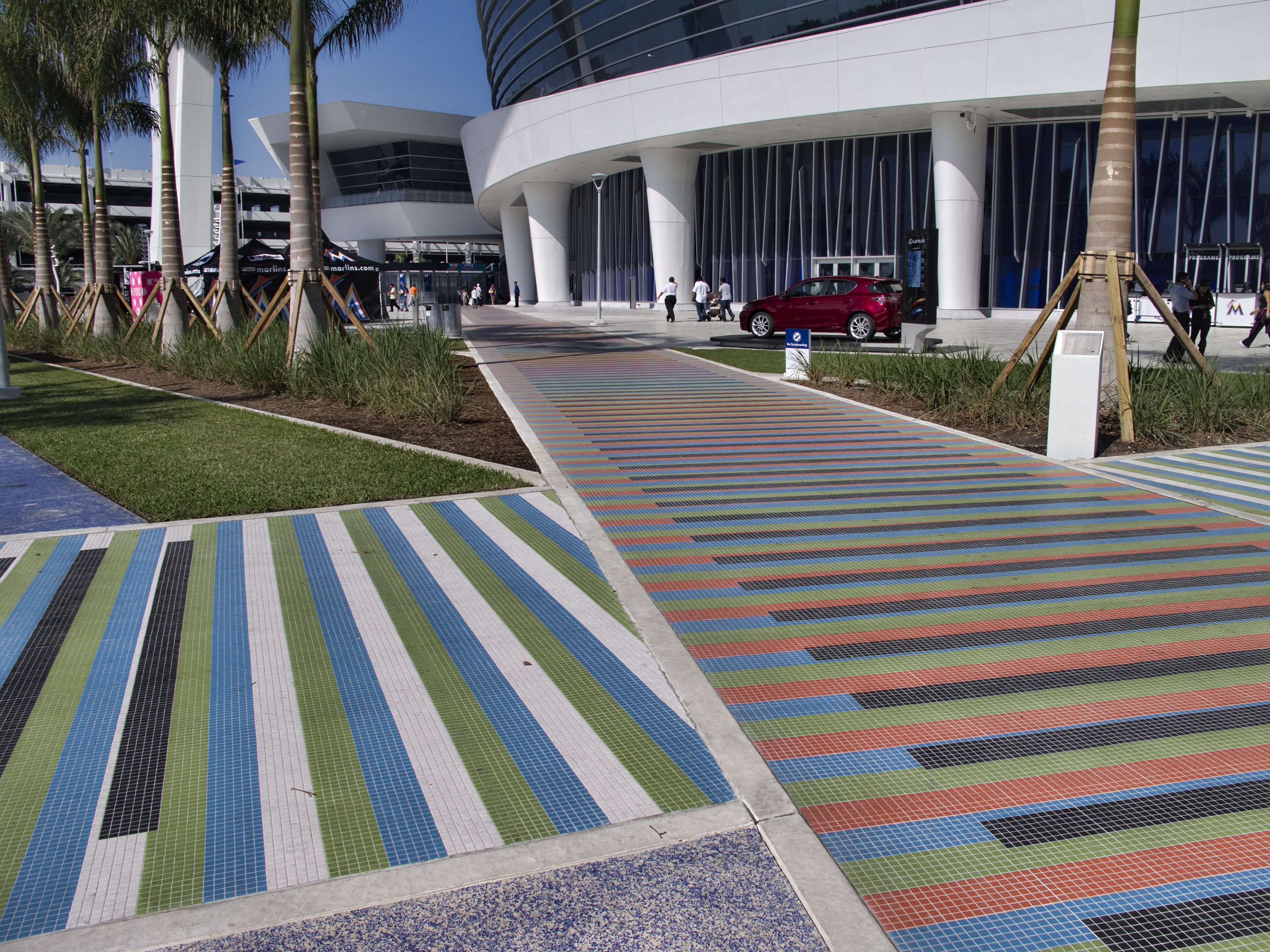
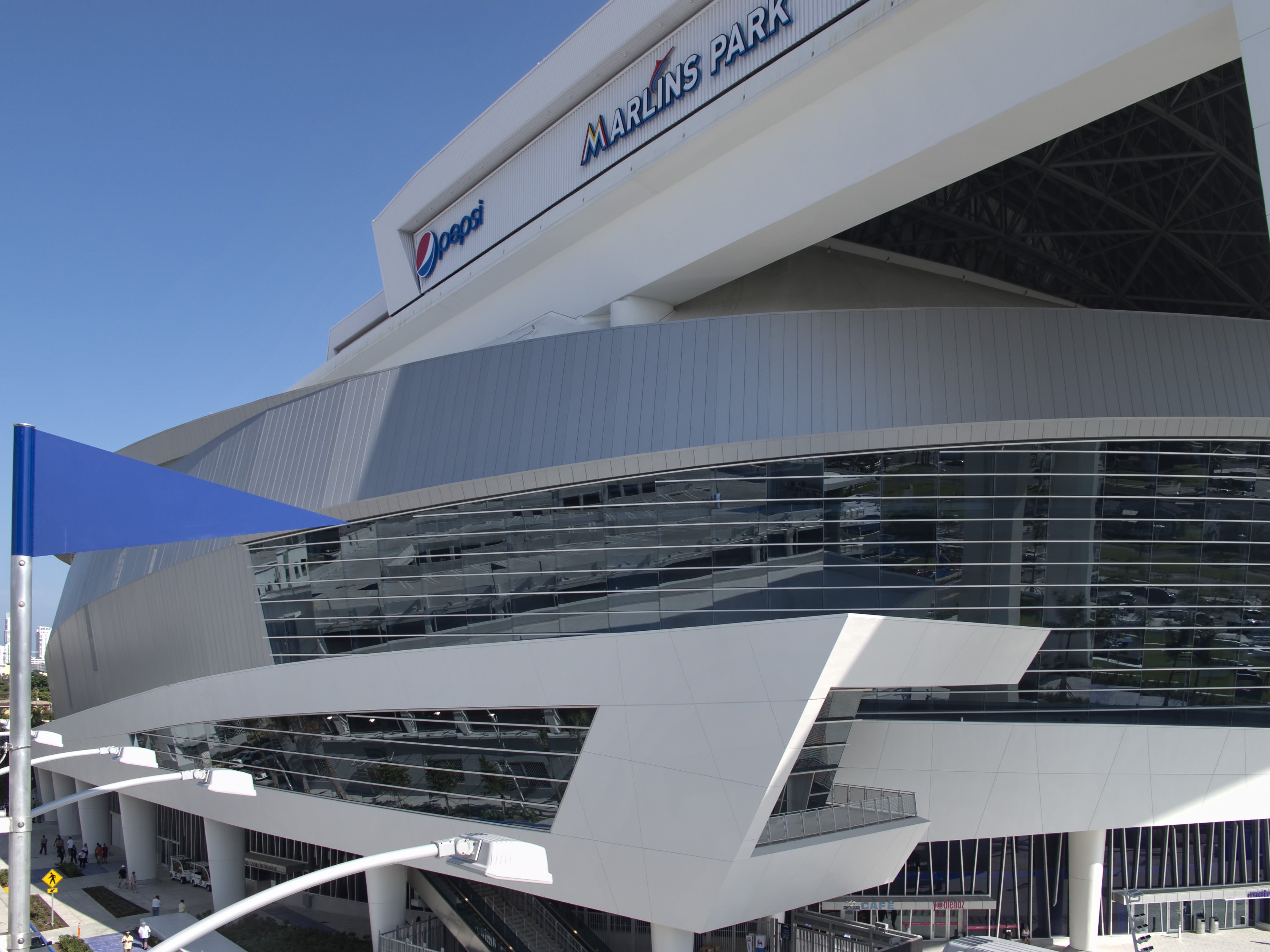
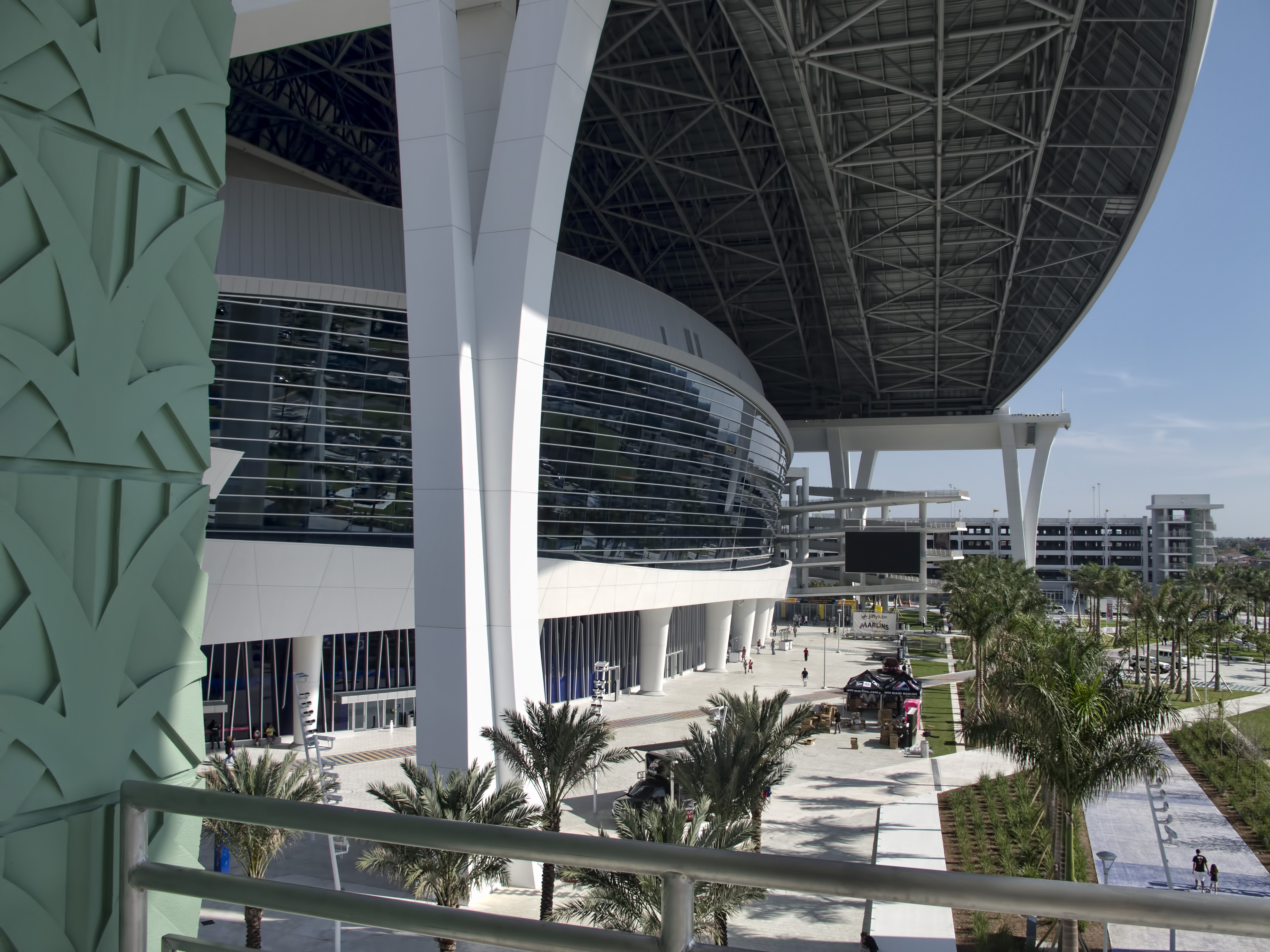